# Vjetar s Dinare
Vjetar s Dinare je četrti album hrvaškega pevca Marka Perkovića Thompsona.
Izdan je bil leta 1998.

## Seznam skladb
1. Zaustavi se vjetre (4:19)
2. Prijatelji (3:56)
3. Lijepa li si (4:18)
4. Ej, haj, pjesme naše (4:07)
5. Dobro jutro (3:36)
6. Crne noći bijeli putevi (remix) (3:00)
7. Pijem dušo (3:15)
8. Zašto si se okomila na me (3:26)
9. Ostavio sam te draga (3:36)
10. Pukni puško (3:36)

Uspešnice: Zaustavi se, vjetre, Prijatelji in Lijepa li si.